# HD 217107 c
HD 217107 c är en  exoplanet som kretsar kring stjärnan HD 217107 i Fiskarnas stjärnbild. Den upptäcktes 1998 och har en massa av ungefär 2,5 MJ. Den kretsar runt en underjätte som är av spektralklass G8IV med en omloppstid av ungefär 4 200 dygn. Den var den andra exoplaneten som upptäcktes vid HD 217107, efter HD 217107 b.